# 21.ª etapa do Tour de France de 2021
A 21.ª etapa do Tour de France de 2021 teve lugar a 18 de julho de 2021 entre Chatou e Paris sobre um percurso de 108,4 km e foi vencida pelo belga Wout van Aert da equipa Team Jumbo-Visma. O esloveno Tadej Pogačar conseguiu manter a liderança e adjudicou-se assim seu segundo Tour de France de maneira consecutiva.

## Classificação da etapa
| Chatou - Paris | etapa plana | (108,4 km) |

| \| Classificação por etapas \| Classificação por etapas \| Classificação por etapas \| Classificação por etapas \| Classificação por etapas \| \| Ciclista \| Ciclista \| Equipe \| Tempo \| \| \| ------------------------ \| ------------------------ \| ---------------------------------- \| ------------------------ \| ------------------------ \| \| 1. \| Wout van Aert \| Jumbo-Visma \| 2h39m37s \| \| \| 2. \| Jasper Philipsen \| Alpecin-Fenix \| + 0s \| \| \| 3. \| Mark Cavendish \| Deceuninck-Quick Step \| + 0s \| \| \| 4. \| Luka Mezgec \| BikeExchange \| + 0s \| \| \| 5. \| André Greipel \| Israel Start-Up Nation \| + 0s \| \| \| 6. \| Danny van Poppel \| Intermarché-Wanty-Gobert Matériaux \| + 0s \| \| \| 7. \| Michael Matthews \| BikeExchange \| + 0s \| \| \| 8. \| Alex Aranburu \| Astana-Premier Tech \| + 0s \| \| \| 9. \| Cyril Barthe \| B&B Hotels p/b KTM \| + 0s \| \| \| 10. \| Max Walscheid \| Qhubeka NextHash \| + 0s \| \| |                  |                                    |          |
| |                  |                                    |          |
| Fonte: ProCyclingStats |                  |                                    |          |
| Classificação por etapas |                  |                                    |          |
| Ciclista | Ciclista         | Equipe                             | Tempo    |
| 1. | Wout van Aert    | Jumbo-Visma                        | 2h39m37s |
| 2. | Jasper Philipsen | Alpecin-Fenix                      | + 0s     |
| 3. | Mark Cavendish   | Deceuninck-Quick Step              | + 0s     |
| 4. | Luka Mezgec      | BikeExchange                       | + 0s     |
| 5. | André Greipel    | Israel Start-Up Nation             | + 0s     |
| 6. | Danny van Poppel | Intermarché-Wanty-Gobert Matériaux | + 0s     |
| 7. | Michael Matthews | BikeExchange                       | + 0s     |
| 8. | Alex Aranburu    | Astana-Premier Tech                | + 0s     |
| 9. | Cyril Barthe     | B&B Hotels p/b KTM                 | + 0s     |
| 10. | Max Walscheid    | Qhubeka NextHash                   | + 0s     |

## Classificações ao final da etapa

### Classificação geral(Maillot Jaune)
| \| Classificação geral \| Classificação geral \| Classificação geral \| Classificação geral \| Classificação geral \| \| Ciclista \| Ciclista \| Equipe \| Tempo \| \| \| ------------------- \| ------------------- \| ------------------- \| ------------------- \| ------------------- \| \| 1. \| Tadej Pogačar \| UAE Team Emirates \| 82h56m36s \| \| \| 2. \| Jonas Vingegaard \| Jumbo-Visma \| + 5m20s \| \| \| 3. \| Richard Carapaz \| Ineos Grenadiers \| + 7m03s \| \| \| 4. \| Ben O'Connor \| AG2R Citroën Team \| + 10m02s \| \| \| 5. \| Wilco Kelderman \| Bora-Hansgrohe \| + 10m13s \| \| \| 6. \| Enric Mas \| Movistar Team \| + 11m43s \| \| \| 7. \| Alexey Lutsenko \| Astana-Premier Tech \| + 12m23s \| \| \| 8. \| Guillaume Martin \| Cofidis \| + 15m33s \| \| \| 9. \| Pello Bilbao \| Bahrain Victorious \| + 16m04s \| \| \| 10. \| Rigoberto Urán \| EF Education-Nippo \| + 18m34s \| \| |                  |                     |           |
| |                  |                     |           |
| Fonte: ProCyclingStats |                  |                     |           |
| Classificação geral |                  |                     |           |
| Ciclista | Ciclista         | Equipe              | Tempo     |
| 1. | Tadej Pogačar    | UAE Team Emirates   | 82h56m36s |
| 2. | Jonas Vingegaard | Jumbo-Visma         | + 5m20s   |
| 3. | Richard Carapaz  | Ineos Grenadiers    | + 7m03s   |
| 4. | Ben O'Connor     | AG2R Citroën Team   | + 10m02s  |
| 5. | Wilco Kelderman  | Bora-Hansgrohe      | + 10m13s  |
| 6. | Enric Mas        | Movistar Team       | + 11m43s  |
| 7. | Alexey Lutsenko  | Astana-Premier Tech | + 12m23s  |
| 8. | Guillaume Martin | Cofidis             | + 15m33s  |
| 9. | Pello Bilbao     | Bahrain Victorious  | + 16m04s  |
| 10. | Rigoberto Urán   | EF Education-Nippo  | + 18m34s  |

### Classificação por pontos(Maillot Vert)
| Classificação por pontos | Classificação por pontos | Classificação por pontos | Classificação por pontos | Classificação por pontos |
| Ciclista                 | Ciclista                 | Equipe                   | Pontos                   |                          |
| ------------------------ | ------------------------ | ------------------------ | ------------------------ | ------------------------ |
| 1.                       | Mark Cavendish           | Deceuninck-Quick Step    | 337 pts                  |                          |
| 2.                       | Michael Matthews         | BikeExchange             | 291 pts                  |                          |
| 3.                       | Sonny Colbrelli          | Bahrain Victorious       | 227 pts                  |                          |
| 4.                       | Jasper Philipsen         | Alpecin-Fenix            | 216 pts                  |                          |
| 5.                       | Wout van Aert            | Jumbo-Visma              | 171 pts                  |                          |
| 6.                       | Matej Mohorič            | Bahrain Victorious       | 163 pts                  |                          |
| 7.                       | Julian Alaphilippe       | Deceuninck-Quick Step    | 163 pts                  |                          |
| 8.                       | Tadej Pogačar            | UAE Team Emirates        | 154 pts                  |                          |
| 9.                       | Michael Mørkøv           | Deceuninck-Quick Step    | 124 pts                  |                          |
| 10.                      | Jonas Vingegaard         | Jumbo-Visma              | 103 pts                  |                          |

### Classificação da montanha(Maillot à Pois Rouges)
| Classificação da montanha | Classificação da montanha | Classificação da montanha | Classificação da montanha | Classificação da montanha |
| Ciclista                  | Ciclista                  | Equipe                    | Pontos                    |                           |
| ------------------------- | ------------------------- | ------------------------- | ------------------------- | ------------------------- |
| 1.                        | Tadej Pogačar             | UAE Team Emirates         | 107 pts                   |                           |
| 2.                        | Wout Poels                | Bahrain Victorious        | 88 pts                    |                           |
| 3.                        | Jonas Vingegaard          | Jumbo-Visma               | 82 pts                    |                           |
| 4.                        | Wout van Aert             | Jumbo-Visma               | 68 pts                    |                           |
| 5.                        | Nairo Quintana            | Arkéa-Samsic              | 66 pts                    |                           |
| 6.                        | Richard Carapaz           | Ineos Grenadiers          | 56 pts                    |                           |
| 7.                        | Ben O'Connor              | AG2R Citroën Team         | 44 pts                    |                           |
| 8.                        | Bauke Mollema             | Trek-Segafredo            | 41 pts                    |                           |
| 9.                        | David Gaudu               | Groupama-FDJ              | 41 pts                    |                           |
| 10.                       | Anthony Perez             | Cofidis                   | 37 pts                    |                           |

### Classificação do melhor jovem(Maillot Blanc)
| Classificação dos jovens | Classificação dos jovens | Classificação dos jovens | Classificação dos jovens | Classificação dos jovens |
| Ciclista                 | Ciclista                 | Equipe                   | Tempo                    |                          |
| ------------------------ | ------------------------ | ------------------------ | ------------------------ | ------------------------ |
| 1.                       | Tadej Pogačar            | UAE Team Emirates        | 82h56m36s                |                          |
| 2.                       | Jonas Vingegaard         | Jumbo-Visma              | + 5m20s                  |                          |
| 3.                       | David Gaudu              | Groupama-FDJ             | + 21m50s                 |                          |
| 4.                       | Aurélien Paret-Peintre   | AG2R Citroën Team        | + 39m09s                 |                          |
| 5.                       | Sergio Higuita           | EF Education-Nippo       | + 1h09m16s               |                          |
| 6.                       | Valentin Madouas         | Groupama-FDJ             | + 2h11m39s               |                          |
| 7.                       | Neilson Powless          | EF Education-Nippo       | + 2h13m33s               |                          |
| 8.                       | Mark Donovan             | Team DSM                 | + 2h17m40s               |                          |
| 9.                       | Jonas Rutsch             | EF Education-Nippo       | + 2h29m33s               |                          |
| 10.                      | Brent Van Moer           | Lotto-Soudal             | + 2h43m49s               |                          |

### Classificação por equipas(Classement par Équipe)
| Classificação por equipes | Classificação por equipes | Classificação por equipes | Classificação por equipes |
| Equipe                    | Equipe                    | Tempo                     |                           |
| ------------------------- | ------------------------- | ------------------------- | ------------------------- |
| 1.                        | Bahrain Victorious        | 249h16m47s                |                           |
| 2.                        | EF Education-Nippo        | + 19m12s                  |                           |
| 3.                        | Jumbo-Visma               | + 1h11m35s                |                           |
| 4.                        | Ineos Grenadiers          | + 1h27m10s                |                           |
| 5.                        | AG2R Citroën Team         | + 1h31m54s                |                           |
| 6.                        | Bora-Hansgrohe            | + 1h36m44s                |                           |
| 7.                        | Trek-Segafredo            | + 1h47m04s                |                           |
| 8.                        | Astana-Premier Tech       | + 2h01m45s                |                           |
| 9.                        | Movistar Team             | + 2h04m28s                |                           |
| 10.                       | UAE Team Emirates         | + 2h38m08s                |                           |

## Abandonos
Jakob Fuglsang não tomou a saída.